# 地雷
地雷（じらい、英: landmine）は、地上または地中に設置され、人や車両の接近や接触によって爆発して危害を加える兵器。「悪魔の兵器」とも呼ばれる地雷は、無差別殺戮兵器としても機能し、78カ国が地雷で汚染されており、毎年15,000～20,000人が死亡し、死傷者の約80%は民間人とされる。1999年に発効したオタワ条約により、対人地雷の使用や生産、貯蔵などは禁止されているが、米国やロシア、中国などは未署名である。
本稿では、前近代の同概念の火器の1つである埋火（うずめび）についても解説する。

## 概説
基本的な感圧起爆方式では、一定の重量が信管にかかることで爆発し、通過した人や物を殺傷・破壊することを目的としている。この方式は構造の単純さから安価かつ信頼性があり、今でも配備・使用される地雷の多くを占める。
対人地雷には、前述の圧力式のほか、ワイヤでピンが抜かれることで爆発するもの（引張式）、赤外線センサ式などがある。中には地雷探知機の発する磁気を感知して爆発するものもある。
設置方法はさまざまで、人力で設置する、地雷敷設車両を使って敷設する、ヘリコプターなど航空機の散布用ポッドから投下する、航空爆弾やロケット弾など大型の弾殻の中に入れて遠隔地から撒布するなどの方法がよく利用される。
踏むと瞬時に起爆するものが一般的である。第二次世界大戦中にドイツ軍が開発し、1935年～1945年にかけて製造・配備されたS-マイン（ドイツ語読みではS-ミイネ）と呼ばれる対人地雷は、信管の触角に圧力を加えると信管が作動し、射出用火薬の爆発により地中から高さ1mほど飛び上がり、空中で炸裂して周囲に鉄球をばら撒くことで踏んだ人物以外にも被害を与える。
対応する重量によって、対人地雷・対戦車地雷などに分類される。第二次大戦中の対戦車地雷の感知重量は、90-200kgに設定されており、人が踏んでも爆発しないとされているが、踏み方によってはテコの原理で想像以上の力がかかる場合があり、決して踏んでも安全というわけではない。

### 地雷の欠点
地雷の欠点として、一度通過すればそこは安全地帯になってしまうということが挙げられる。一度爆発すればそこにはもう地雷はないし、爆発しなければそこにはそもそも地雷がない。そのため過去においては、捕虜に前を歩かせ、その後ろを行軍するといったことも行われた。また、巨大なローラーのようなものを車両の前に取り付ける対地雷装備(mine flail)も開発されている。
この欠点を補うために、複数回刺激が加わって爆発する地雷が造られた。先頭を歩いている者が踏んで爆発するよりも後続の隊列中間で爆発する方がより被害が大きいため、こうした地雷には隊列を組んで行軍している部隊に対してより多くの被害や脅威を与えられるという効果もある。一方で、このような地雷は残留地雷の問題をより厄介なものにしている。

### 地雷原
広範囲に地雷が埋設された場合、その地域は地雷原と呼ばれる。地雷原に対しては、爆弾や砲弾を大量に投入して地雷を誘爆ないし破壊したり、日本の92式地雷原処理車のような対地雷器材を用いて無力化を図ったりする。敵前であったり、時間の制約があったりし地雷処理をすぐに行えない場合には、地雷原の範囲を味方に通報しつつ、迂回または後退することを余儀なくされる。
適切に敷設し、適切に管理された地雷原は比較的低コストで防衛ラインを設定できるため、国境線や海岸線の長い国にとっては、効果的な防衛に適している。また、進軍の阻止・遅滞だけでなく誘導を目的としたり、移動中の部隊が宿営地の周辺の要所に障害物と共に一時的に敷設して敵に備えたりすることも行われる。これらの戦術は、敵の動きをコントロールし、自軍に有利な地形や状況を確保するために用いられる。この場合には、宿営地の撤収時に地雷は全て回収、または処分される。
しかし、目印も付けずに手当りしだい埋めるなど不適切に敷設されたり、地雷が大雨で流されるなど適切に管理されていなかったりする地雷原は敵だけでなく味方にとっても脅威となる。前線がいくつも独立しているような場合、内戦が長期化している場合など、地雷は敵・味方あるいは軍人・民間人を区別せず爆発する。そのため、地雷を敷設した場合は、記録した上でそのことを直ちに友軍に連絡する必要があり、戦闘終結後には速やかに地雷を撤去することになっている。そのため、正規軍が敷設する地雷は敵対勢力の脅威になりこそすれ、民間人や友軍の脅威にはなり得ない場合が多い。

### 撒布型地雷とスマート地雷
ベトナム戦争ではゲリラ戦が主だったこともあり、戦況が流動的で、地雷設置に時間を割くことが難しかった。そのため、航空機などから撒布する撒布型地雷が開発された。しかし、個々の撒布型地雷の設置場所は撒布部隊自身にもわからず、また、ゲリラ戦ゆえ戦場も流動的であるため、友軍が撒布した地雷が行軍上の障害になるという事態が発生した。
この問題を解決するために開発されたのが「スマート地雷」である。最初のスマート地雷は、アメリカが1978年に開発したFASCAM（Family of Scatterable Mines、ファスカム）で、野砲の砲弾やロケット・航空爆弾に内蔵して投射、航空機から散布、あるいは地上車輌から敷設され、一定時間が経過すると自爆する。タイマーによる自爆・無力化以外に、暗号化された無線送信に対して応答して所在を知らせ除去を容易にするものなど、さまざまな技術が開発されている。しかし、自爆に失敗する確率が0.1-5%あるなど、完全ではない。
スマート地雷は、あくまで軍事上の必要性から生まれた兵器であるが、結果として、地雷の非人道性を減ずることとなった。つまり、今叫ばれている地雷の人道的な面での問題のほぼ全ては（コストは掛かるが）、技術で解決が可能なものである。しかし、昨今問題とされているのはこうした機能を持たない旧式の地雷および地雷を敷設する際のセオリーを守ることのない非正規交戦組織によるものであり、発展途上国では現在でも依然として安価且つ大量に製造販売が行われている。

### 戦略上の地雷
地雷は、原則として自分から敵に近付いたり、能動的に攻撃を行うものではない。その意味で、日本国政府が標榜する「専守防衛」という戦術的観念には適合している。しかし、陸上自衛隊は対人地雷禁止条約（後述）に従い、2003年2月までに処理訓練用のものを除く対人地雷を廃棄した。もっとも、遠隔操作のみで爆破可能な指向性散弾は、条約の禁止する対人地雷に含まれないため、代用武器として使用している。

### 地雷による被害
地雷による被害は、車両などが破壊されたり人畜が傷つけられる直接的な被害と、地雷が埋まっているかもしれない土地が不動産価値を失ってしまう経済被害に大別できる。たった1個の地雷が埋まっているかもしれないというだけでその土地を活用することができなくなり、その土地を通行することはおろか、農地や宅地として使用することができなくなってしまう。通行できない土地が多くなると流通にも支障をきたし、外国資本だけでなく国内投資もその場所を避けるので多大な経済損害を受ける。またゾウや牛など人間以外の大型動物も被害にあっている。一方で地雷原化された地域は人間がまったく立ち入らないため、野鳥や野生動物の聖域になる例もある。
有名な被害者は、ロバート・キャパなど。

## 対戦車地雷
対戦車地雷 (Anti-tank mine) は、主に戦車などの装甲戦闘車両を破壊する事を目的として使用される地雷である。
地雷防護のない軍用車両は底部の装甲が薄いため、地雷による攻撃は有効な手段となる。一般的には5-10kgほど、または2-9kgほどの火薬が内蔵されている。対戦車地雷を踏めば、主力戦車といえどもほぼ確実に履帯を切断され、足回りに損傷が生じて走行不能に陥る。戦車以外の車両への被害はより深刻で、装甲車や装甲兵員輸送車程度の装甲があっても、車体を破壊したり転覆させることで、収容人員を死傷させうる。ゆえに、機械化歩兵が対戦車地雷を恐れて車の上面に跨乗するタンクデサントを行うことすらある。耐地雷性の高い車両を設計するには、高い車高や舟形の底板など、特別な配慮が必要で、低姿勢や軽量性という一般的な軍用車両に求められる要求と相反するものになってしまう。
70-130kgほど、または100-300kgほどの垂直加重で起爆するようにされており、これは、武器などを携帯した兵士が踏んだだけでは起爆せずに、車両が通過するときに爆発させて攻撃するためである。磁気吸着式により、車両に吸着させるタイプや、有人管制により手動で起爆させるタイプもある。敵による地雷除去を防ぎ、破壊力を上げるために、複数の対戦車地雷を重ねて、あるいは対人地雷とセットで埋設されることがある。人間が踏んでも起爆装置の中心点を踏めば起爆しないが、少しでも中心点を外れた部分を踏めばテコの要領で起爆する重量に達してしまい起爆してしまう。そのため、現在の陸上自衛隊での教育時にも、対戦車地雷だからと言って踏んでも問題ないわけではないことを十分に教育している。
対戦車地雷に対抗するためには、車両底部の装甲を厚くしたり、二重にする、車両床を高い位置にし爆風を逃がすV字型にする、装輪車であれば車輪の数を増やすなどの方法がある。
爆薬が不足している軍・武装勢力においては、榴弾砲や迫撃砲の砲弾や航空爆弾を地面に埋め込み、対戦車地雷として利用した例がある。
第二次世界大戦中の日本軍の場合、兵士が地雷や爆発物を背負って敵戦車の前に身投げしたり、タコツボ（一人用の壕）内で爆弾を抱えてうずくまり、敵の接近に合わせて信管を叩いて起爆させる「人間地雷」戦術を実行している。また、ソ連軍は、エンジンをかけた自動車の下で餌を与えることにより、条件反射で自動車の下にもぐりこむように訓練したイヌに爆薬をくくり付けてドイツ軍の車両を破壊する地雷犬を実戦に投入している。さらに、各国でも地雷を埋めておくだけではなく、兵士が自陣を蹂躙する敵戦車の履帯前に投げ出す、棒や板の先に付けて突き出す、ロープに結んでおき離れた場所から引き出す、時限式信管を取り付けて機関部やハッチの上に載せたり車体の下に投げ込むなどして破壊するという戦術も取られた。
第二次大戦後、ミスナイ・シャルディン効果を応用した自己鍛造弾の射出を可能にした対戦車地雷が使用されるようになり、スウェーデン製のFFV 028対戦車地雷などの製品に広くその効果が応用されている。起爆にも光学センサーを併用した信管を使う製品もある。
パレスチナでは、重装甲で知られるイスラエル国防軍のメルカバ Mk.3戦車を、遠隔操作により地中に埋めた手製の爆薬で、イラクでは対戦車地雷を積み重ねることによりアメリカ軍のM1A2SEP エイブラムス戦車を、完全に撃破した事例がある。

## 対人地雷
近代の主な対人地雷 (Anti-personnel mine) には、踏みつけた人間の足の踝（くるぶし）や脛を吹き飛ばす小型で低威力の爆風型地雷や、仕掛け線や踏圧などで信管が作動すると最初に少量の火薬で炸裂部を1-2mほどの高さに打ち上げ、続いてそれが炸裂することで内部の鋼球などを撒き散らして周囲数十mの敵を倒す方式の、対人地雷としては比較的大型の破片式の跳躍地雷と呼ばれるものなど、一般には地下に埋設する形式が多いが、これらとは別に、物陰などに固定しておき仕掛け線などを用いて信管が作動すると主に水平方向に扇状に鋼球などを撒き散らして殺傷する、破片式でも地上設置型のものがある。
炸裂した時、一定の方向に扇形に散弾を発射する性質（指向性）を持った地雷（クレイモア地雷など）を指向性対人地雷、または指向性散弾といい、危害範囲が非常に広いのが特徴である。これは地中に埋設するのではなく、付属した簡易な三脚や四脚に載った形で地上に設置され、水平方向に散弾や弾片を射出する。また、張られたワイヤーに兵がひっかかることで作動するだけでなく、遠隔操作で任意のタイミングで炸裂させることもできる。これにより兵が密集していた場合、一度に10名以上が殺傷されることもある。
安価で数多く使われる小型のものは、敵兵の即死による殺害ではなく負傷による無力化を目的としている。敵兵1人の即死はそのまま兵力の1減であるのに対し、1名が重傷を負えば看護や後送にも人員が割かれるため、前線兵力は2以上減となり、また、苦痛を訴え続ける味方兵の存在は、戦意高揚を困難にする要素となる。
小型の地雷は、空中投下によって撒布することが可能である。しかし、正確な撒布場所が分からなくなるので被害を出しやすい危険な方法である。広く流布した話に「小型地雷に子供の興味を引くぬいぐるみやおもちゃのようなものを取り付けてばら撒き、触れた子供の手足や生命を奪う」とするものがあるが、事実として確認されていない。
以上のように、対人地雷は敵味方・軍民を問わず被害を受ける危険があるため、厳格な運用が必要とされる。しかし、紛争国では無計画に埋設された結果、除去困難に陥り戦後の紛争の後遺症として住民を苦しめ続ける例が見られる。そのため、規制が議論されている。そのような観点からオタワ条約が発効した。ただし、主要な地雷輸出国が批准しておらず、紛争地帯での地雷被害は減っていない。中には、残留日本人が被害に遭う事例があり、日本国内にも影響を与えている。

### 破片式地雷

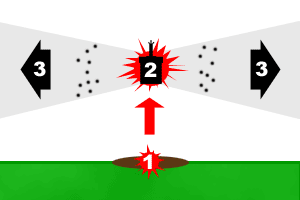
跳躍地雷の作動プロセス。最初の爆発で本体を空中に飛びあげ、2度目の爆発で破片をまき散らす。

破片式地雷は対人地雷の一種で、手榴弾などと同様に爆発時に破片をまき散らすことで、作動させた本人だけでなく周囲の人間を巻き込んで殺傷するように設計されている。
通常の爆風型地雷では一個につき一人しか殺傷できないのに比べると殺傷効率が高いが、破片をまき散らす必要があるため、後述の跳躍地雷以外は地上に露出する形で設置される。

手榴弾本体を固定し、信管を即時起爆するものに付け替えたうえでトラップワイヤーを巻き付けることでも代用できる。

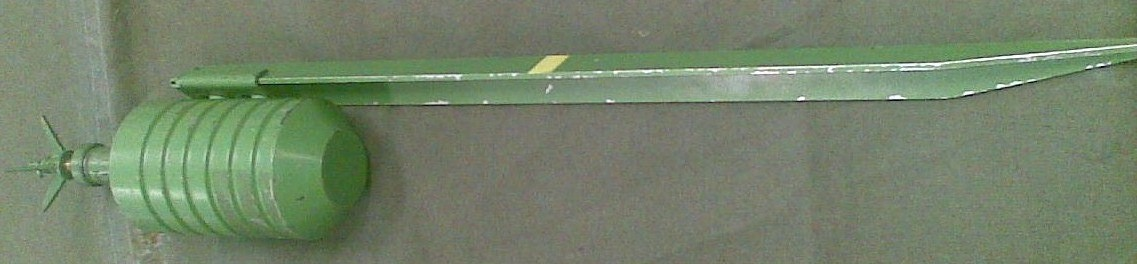
ユーゴスラビア製の杭地雷、PMR-3地雷。

手榴弾は、仕掛け爆弾としてブービートラップに利用することもある。これは、手榴弾を周囲に固定したうえで安全ピンに糸や針金を取り付け、対象物と繋ぎ、敵が対象物を動かすと安全ピンが抜けて起爆し炸裂するものである。また、糸を足の高さに張ることで地雷として使用したり、敵の死体などの下に安全ピンを抜いてレバーを固定した状態の手榴弾を設置し、手榴弾の上を覆う物体を敵が動かすと爆発するようにもできる。
罠として使用するための専用手榴弾ないし信管も存在しており、ピンを抜くと同時に起爆する事で敵の回避を困難にしている。なお、この罠専用手榴弾を一般の手榴弾のように使うと、投げた瞬間に自爆してしまうため、厳重に区別される。
ただし、手榴弾を対人地雷として使用することは対人地雷の使用、貯蔵、生産及び移譲の禁止並びに廃棄に関する条約に抵触するとされる。
杭地雷
杭地雷（stake mine）とは、上記の破片式地雷の中では最も原始的なタイプで、杭の上部に地雷本体がはめ込まれている。
杭を地面に差し込む形で設置し、本体上面の信管に結び付けたトラップワイヤーで作動させる。
跳躍地雷
跳躍地雷は、地雷本体が空中に飛び上がったのちに炸裂して破片をまき散らすタイプで、こちらは地面に信管を露出させる必要はあるものの、本体は地中に埋設することが可能である。
代表例は第二次世界大戦前にナチス・ドイツが開発したS-マインで、その効果の高さと使い勝手の良さから、戦後は東西陣営を問わずにS-マインを模倣する形で多数の跳躍地雷が開発生産された。
指向性対人地雷（指向性散弾）
指向性対人地雷は、前面のみに多数の鉄球を配置し、ミスナイ・シャルディン効果により扇状に鉄球を散布することで、殺傷効果をもたらすように設計された地雷である。ただし、前面以外の場所には全く危害を及ぼさない、というわけではない。
こちらはワイヤートラップか有線・無線リモコンで作動させるように設計されており、リモコン起爆式はオタワ条約の規制対象外とされている。

## 地雷除去

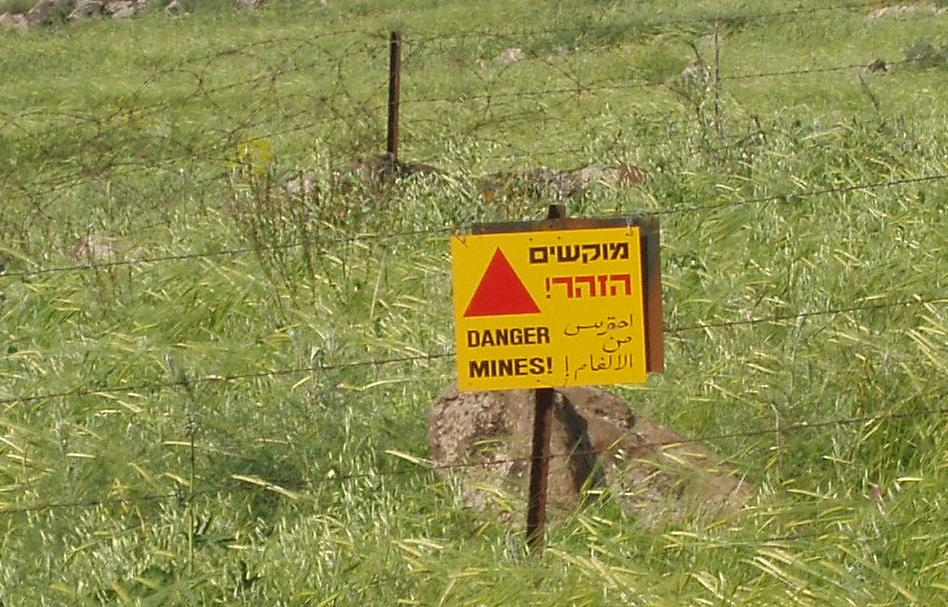
ゴラン高原の地雷原標識、シリア陸軍によって40年以上前に設置されたもの

戦乱のあった地域では、一旦地雷が埋設されると残存し、戦争終結後も一般市民への事故（傷害事故だけではなく死亡事故も多い）が後をたたない。世界では正確な数は不明だが、いまだに「7000万個とも1億個とも言われる対人地雷が埋設」されていると考えられている。
戦後の復興には、安全な土地の保証がかかせない。その地域の国家が地雷除去の能力に不足する場合など、他国の部隊やNGOが対人地雷除去を人道援助として行うことがある。対人地雷だけでなく対戦車地雷でも、放置されることでバスのような民間車両が被害を受けて多くの人命が失われている。

### 除去方法

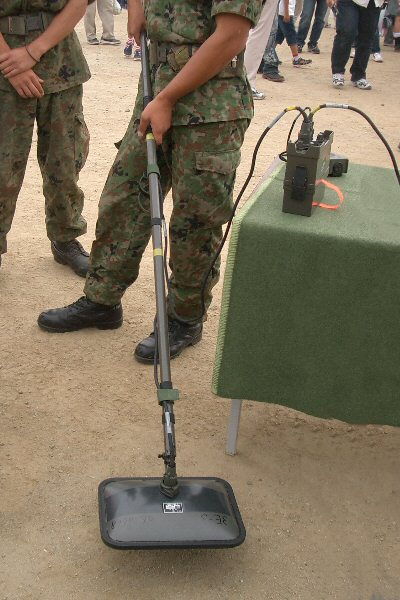
陸上自衛隊施設科装備の89式地雷探知機
検知部・本体部・操作部・ハンドル・受話部などからなり、地中の金属を探知する機器。地雷や不発弾を探知する目的で使用する。
柄の先に設けられた検知部を地上数十cmの高さに浮かせて動かし、地中に金属反応がないか探る。検知部を下げ過ぎると対人地雷の信管に触れるおそれがあり、逆に上げ過ぎると金属検知が難しくなる。

地雷の除去方法は未だに効率が悪く、地雷1個の除去に、その地雷の製造費の100倍は費用がかかるといわれている。また、危険を伴う人力作業が一般的である。しかし、紛争の傷跡が残る国では失業率が高いことが多く、地雷除去作業は雇用対策としての側面もある。
世界的に地雷の問題が注目を集める中で、危険な人力による除去方法の代替となり得る機械を用いた除去方法が世界各国で研究されているが、貧しい国は機械を購入したり運用する負担に見合わないと考える事が多く、援助以外での普及は進んでいない。また、機械により物理的な外力で起爆を誘う対人地雷の除去方法は、人手より確実性に劣り、特に金属性の部品をほとんど含まない非金属性地雷では、極めてローテクに属する人手に頼った除去方法以外に有効な手段がない。旧式の地雷は、長年土中に埋まっていることで金属筐体の腐食や信管/爆薬の劣化といった経年変化による機能喪失が期待できたが、近代的な地雷ではプラスチックの採用を含む兵器としての性能向上によって、意図的に有効期間を短くしない限り何十年経っても機能を保ち続けるという特徴がある。

### 世界発の除去活動
戦後復興における地雷処理に関してのノウハウ蓄積は、周辺国との紛争をくり返してきた南アフリカに一日の長がある。『Mine Detection Vehicle (MDV)』と呼ばれる、ロードサイドの地雷を探査する耐爆構造の探査車両が開発されており、南ア製の『Meerkat』、『Husky』は、イラクとアフガンで米軍のIED探査に活用されている。
日本などの国では、地雷を除去するためのロボット開発が進んでいる。また、ブルドーザーやショベルカーを改造した地雷除去用重機も有り、一部高い効率で地雷を処理しているが、あまり普及していない。
アフリカのタンザニアでは、ベルギー人のバート・ウィートジェンスが創設したNGOであるAPOPOが、ネズミ（嗅覚の鋭いサバンナアフリカオニネズミ）の嗅覚をトレーニングして地雷を発見するという活動を行っている。犬と同等の探知能力を誇りながら、より安価に地雷の有無を調査できるという利点がある。トレーニングされたネズミはヒーローラッツと呼ばれ、チェンジ・メーカー、世界一受けたい授業など、日本のメディアでもたびたび取り上げられている。これらのネズミは、2019年までに10万個以上の地雷を発見している。中でも活躍したマガワは、2020年9月に勇敢かつ献身的な動物に送られるPDSAゴールドメダルを授与されている。
ノルウェーのNGOであるノルウェージャン・ピープルズ・エイド（NPA：The Norwegian People’s Aid）は、1992年に地雷除去の活動を開始し、カンボジア、モザンビーク、アンゴラ、ボスニアなどで不発弾処理、地雷回避教育、地雷犬訓練を実施するなど、重要な役割を果たしている。

### 日本発の除去活動
日本のODAは、地雷除去を進めるNGOにも「日本NGO支援無償」として資金協力している。
人道目的の地雷除去支援の会（JAHDS）
1998年設立。カンボジアやタイで地雷除去プロジェクトを実施（2006年活動終了）。
日本地雷処理を支援する会（JMAS）
2002年に自衛隊OBが中心となって設立されたNGOで、「日本NGO支援無償」による援助を得てカンボジアで地雷・不発弾処理活動を行った。
日本紛争予防センター（JCCP）「人道的地雷除去プロジェクト」
実際の人道的対人地雷除去作業を日本の組織として初めて単独で行ったのは、外務省のNGO支援無償資金協力により活動資金を得て、元陸上自衛官の辰巳竜悟が中心となって2004年1月にスリランカで開始した日本紛争予防センターの対人地雷除去プロジェクトである。
NPO法人国際地雷処理・地域復興支援の会（imccd）
日本のPKO活動第1陣としてカンボジアへ派遣された元陸上自衛官の高山良二が設立した団体。「日本地雷処理を支援する会（JMAS）」より独立。
また、難民を助ける会が行う地雷回避教育や被害者の義足作成支援など、日本の非政府組織NGOによる対人地雷除去を後方から支援する活動も盛んに行われている。また、地雷により義足の需要が急激に増えており、義足などを無料で配布するボランティアなども多く存在している。
2001年に、坂本龍一が中心となり、N.M.L.（NO MORE LANDMINE）というユニットを結成、地雷撲滅のチャリティーソング「ZERO LANDMINE」を発売した。このCDの収益は地雷除去活動を支援するために使われた。

## 地雷の使用規制

### 対人地雷全面禁止条約

条約批准国

人道的な見地から、「対人地雷の使用、貯蔵、生産及び移譲の禁止並びに廃棄に関する条約」（対人地雷全面禁止条約、オタワ条約などともいう）が作られ、1999年3月1日に発効した。この条約が作られる機運を盛り上げるにあたっては、1992年に結成された地雷禁止国際キャンペーンを支持したイギリスのダイアナ元皇太子妃も大きな役割を果たした。

### アメリカの状況
2014年、バラク・オバマ大統領は、前述の禁止条約に依らず朝鮮半島を除いた地域での対人地雷の使用禁止、韓国向け以外の備蓄の廃棄を自主的に決定した。しかしながら2020年1月、ドナルド・トランプ大統領は、最新の地雷はアメリカの安全保障に貢献するとして、遠隔操作で無効化できる対人地雷を対象に使用規制を緩和することを発表した。

### 日本の状況
日本は1998年9月30日に、この条約を受諾して締約国となり、対人地雷の製造の禁止及び所持の規制等に関する法律を制定して2003年2月8日に保有していた対人地雷のうち、訓練用など一部を除いたすべての廃棄を完了した。この式典には小泉純一郎首相（当時）も出席した。
ただ、外国などからの侵略行為に対し日本の長い海岸線を対人地雷なしに（対戦車地雷を高感度で使用する方法もあるが）どのようにして守るかについては、自衛隊をはじめ新たな防衛方法が模索されており、かねてより航空自衛隊などが保有しているクラスター爆弾、ないしは新たに開発した対人障害システムを対人地雷の代替とするようであるが、これも極めて限定的な補完にしかならないため、防衛力の空白が懸念されている。また、クラスター爆弾を廃棄する動きも進んでおり、ますます代替手段の必要性が高まってきている。
さらには米中露といった大量配備/輸出国が批准していない現状では条約は象徴的で限定的な意味しかもっていない。むしろ先進国の撤去対策が施された対人地雷が廃棄され、紛争国が求める安価な地雷が野放しになり被害が拡大する一方という事態を招いている。

## 歴史

### 古代

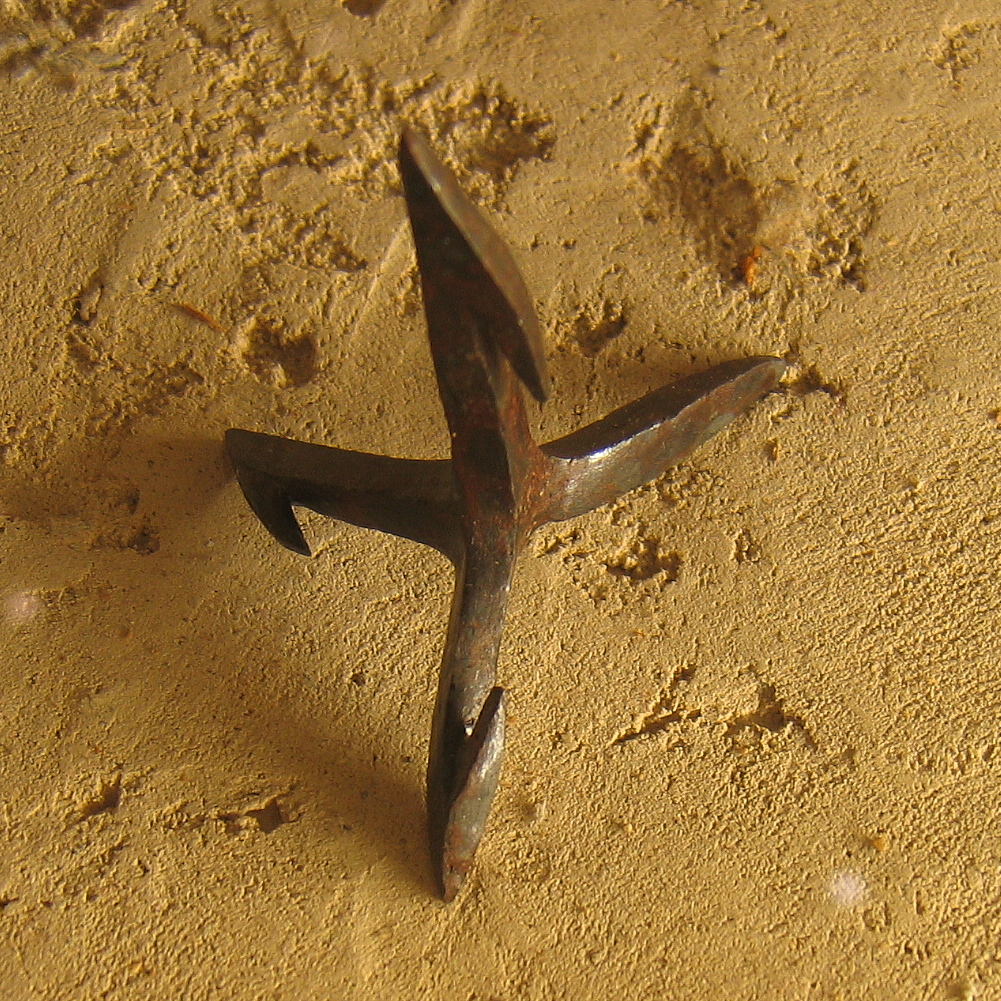
ローマのカルトロップ

地雷の起源は、非爆発式の兵器であった。ローマ帝国の要塞の中には、地面に埋められた危険物によって囲まれているものがあった。その中には、30cmほどの木片の先に鉄のフックをつけた「ゴード」、鋭利な丸太を五角形に並べた穴「リリア」（見た目がユリと類似していることから名付けられた）、鋭利な枝を外側に向けた倒木「逆茂木」などがあった。現代の地雷と同じように「被害者が操作する」もので、多くは隠蔽され、敵が大きな被害を与えられない広さの範囲に設置され、障害を取り除こうとすると、砲撃を受けることになる。ユリウス・カエサルがアレシアの戦いで用いたのが顕著な例である。その後も、1314年のバノックバーンの戦いや第一次世界大戦のパッシェンデールの戦いでリリアが使用されたという。
より直接的に攻撃する武器には、カルトロップがあった。2つ以上の鋭いスパイクを持つ12～15cmの武器で、常に1つは地面から上を向くような形状（例えば三角錐のように）をしており、兵士や馬の無力化を狙った。古くは紀元前331年のペルシャのガウガメラの戦いで使用されたと考えられ、その後も仕様を変化させながら世界中で使用されてきた。日本では忍者の撒菱(まきびし)が知られる。

### 中世

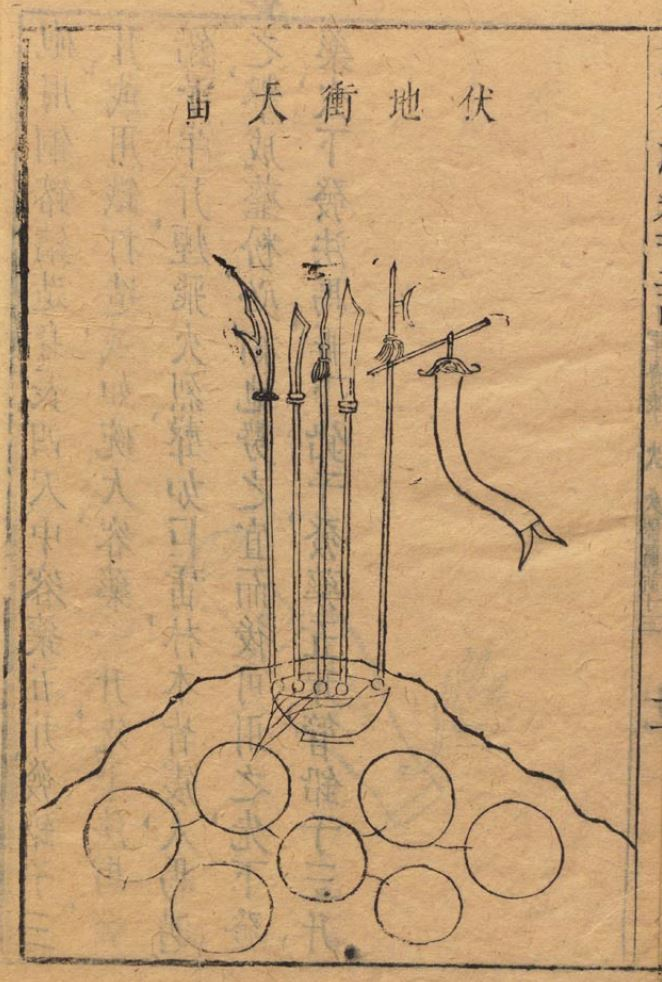
「宙天衝地伏」の図

9世紀の中国（唐）で火薬が発明され、13世紀には兵器として利用されるようになった。しかし、有用性は低く、特に吸湿性により地雷への利用は困難であった。ただし、14世紀の兵法書『火龍経』では、圧力式地雷について記載されている。本体は、30cm程度の長さの竹を、牛皮で包み、油を塗布することで防水加工を施した。その中に圧縮した火薬と鉛や鉄の小片を入れ、蝋で封をして溝に隠す形式のものであった。点火方式としては、敵が隠された装置を踏むとピンが外れ、錘が落下。錘に取り付けられた紐が、2つの鋼輪に取り付けられたドラムに巻き付けられ、錘が落ちると鋼輪が燧石に火花を散らし、複数の地雷につながる導火線に点火される仕組みであった。同様の機構は、レオナルド・ダ・ヴィンチが1500年頃にスケッチしたヨーロッパ初のホイールロック式マスケット銃にも採用されている。
また、「宙天衝地伏」と表されるブービートラップもあった。地面に突き刺された槍や斧槍といった武器を引っ張ると、柄尻が地中にある白熱物質の入った鉢を刺激し、鉢の中の白熱物質がゆっくりと燃えて、爆発物につながる導火線に点火される。ただし、これも点火の信頼性に欠けるため、実用はされなかった。

### 近世
1573年、神聖ローマ帝国のアウクスブルクでサミュエル・ツィンマーマンが跳躍地雷を発明している。これは地表近くに埋めた数kgの黒色火薬からなり、踏むか、ワイヤーを引っかけることでフリントロック式発火が作動するものであった。このような地雷は、砦の前の斜面に配備された。普仏戦争でも使われたが、黒色火薬の吸湿性やフリントロック式の脆弱性により、実用性は低かったと思われる。同時期に開発されたフーガス (兵器)は操作式だったが、広範囲に被害を与える破片式地雷やクレイモア地雷の先駆けであった。
上述しているように、初期の地雷の最大の欠点は、信管の信頼性が低いことと、湿気に弱いことであった。これが安全導火線の発明で変わった。その後、電気が発達してからは、信管が燃えるのを数分待たず、すぐに爆薬を爆発させることができるコマンドイニシエーションが可能になった。電線に電流を流し、火花を散らしながら爆薬を点火するのである。この技術は、1828年から1829年にかけての露土戦争でロシア軍が初めて使用したとされ、1960年代にクレイモアに取って代わられるまで、フーガスが重宝された。
米国南北戦争で、南軍により初めて大規模な地雷の使用が行われた。何千の地雷に対し、死傷者は数百に過ぎなかったが、士気低下には大きく影響し、進行を遅らせた。ただし、両軍から野蛮な兵器と認識された。

### 近代
19世紀になると高性能爆薬の開発が進み、まず1846年にニトロセルロースが発見された。1865年にイギリスで安全な製造方法が開発されると実用化が進み、軍事面でも1870年代から第一次世界大戦まで、イギリス軍の標準火薬として使用された。この地雷は、ハルツーム包囲戦や第2次ボーア戦争で使用された。同時期に、より強力なニトログリセリンおよびダイナマイトが開発されたが、保管の難易度からニトロセルロースが好まれた。
1863年にドイツでトリニトロトルエン（TNT）が発明されると、その安定性、非吸湿性、軽量性、柔軟性、低製造コストなどから、第一次世界大戦後の地雷に使用される標準火薬となった。
日露戦争でも地雷は使用された。ただし、主な影響先が士気低下の地雷より、戦艦を沈める機雷の方が有用であった。
第一次世界大戦においても、対人地雷の有効性は大きくなく、機関銃、有刺鉄線、および速射砲がはるかに効果的な防御手段であった。しかし、この頃には威力は増強されており、爆発後の破片形成数は、普仏戦争時代の20～30程度から、1,000にもなっていた。また、対戦終盤にはイギリス軍が戦車を導入して塹壕突破を図ったのに対抗し、ドイツ軍は対戦車地雷を用いるようになった。これにより、戦地における対戦車地雷原の形成が確立した。
第二次世界大戦では地雷が本格使用され、開発も大きく進んだ。特に北アフリカ戦線の砂漠や独ソ戦の東欧の草原など、開けた大地で戦車に有利な場所に、数千万個の地雷が敷設された。しかし、最初に地雷を使用したのは、冬戦争におけるフィンランド軍である。フィンランドは、20倍以上の6000両の戦車を保有するソ連軍を相手にするため、戦車の移動が制限されるよう、湖や森に囲まれた地形を利用した。マンネルハイム線は、この自然防御と、杭に取り付けた簡易破片地雷などの地雷を融合した防衛線であった。
ドイツ軍は、電撃戦法で急速に前進している間は、地雷はあまり使用しなかった。しかし、1942年以降、守勢に回るようになると、使用するようになった。連合国軍が既存の地雷に対抗する方法を見つけると、新しいタイプの地雷を開発した。対戦車地雷の除去を困難にするため、S-マインで囲み、兵士が持ち上げようとすると爆発する取扱防止装置を取り付けた。また、地雷の敷設は計画的に行われ、地雷の位置は詳細に記録された。エル・アラメインの戦いの第二次会戦では、ドイツ軍は約50万個の地雷と対戦車砲を組み合わせ、勝利した連合国軍も半数の戦車を失った。

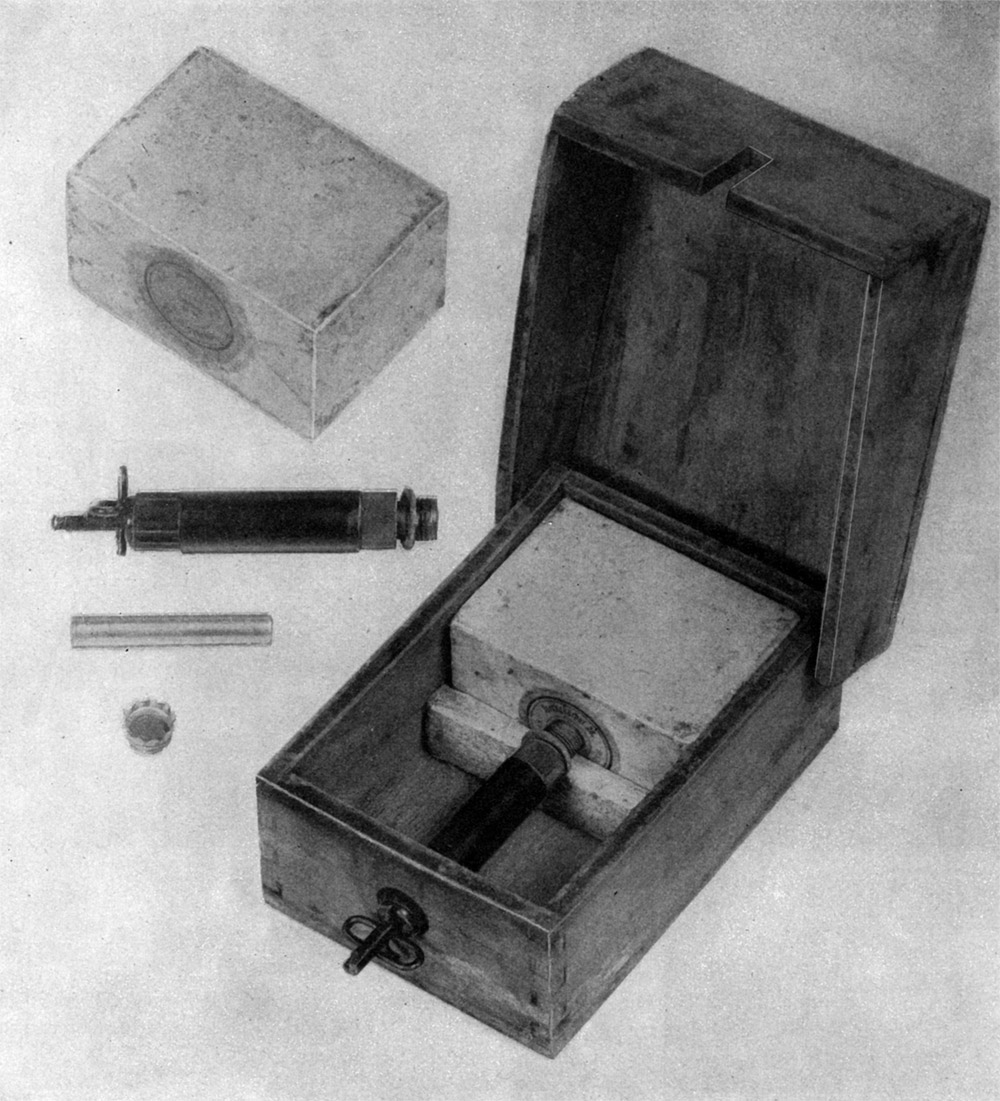
シュッツェンミーネ42

地雷原を突破する基本的な方法は、銃剣や棒で土を30度の角度で突くことだった（地雷の上部に圧力をかけて爆発させるのを避けるため）。開戦時の地雷はすべて金属製ケースであったので、金属探知機を使って地雷の位置をすばやく特定することができたため、ポーランド人のヨゼフ・コサツキがポーランド式地雷探知機と呼ばれる携帯型地雷探知機を開発した。この探知機への対策として、ドイツ軍は木製ケースの地雷として、シュッツェンミーネ42（対人用）やホルツミーネ42（対戦車用）を開発した。シュッツェンミーネは効果的で、安価で作りやすかったため、この戦争で最も一般的な地雷となった。地雷のケースは、ガラス、コンクリート、粘土などでも作られた。ソ連軍はプレス加工されたボール紙の、イタリア軍はフェノール樹脂のケーシング対戦車地雷をつくった。1944年にドイツ軍が開発した非金属地雷トプフミーネは、放射性物質を塗布することで、自軍のみ感知できるようにした。
地雷を除去するためのいくつかの機械的方法が試みられた。戦車やトラックなどに重いローラーや鋤を取り付けることに始まり、バンガロール爆薬筒のような装備も開発された。その後、対戦車用地雷の効果的な処理方法として、地雷処理戦車が開発された。しかし、広範囲・低密度に敷設された対人地雷を取り除く方法は、依然として手作業であり、戦後には捕虜の少年兵が撤去作業を強いられるなどした。

### 現代

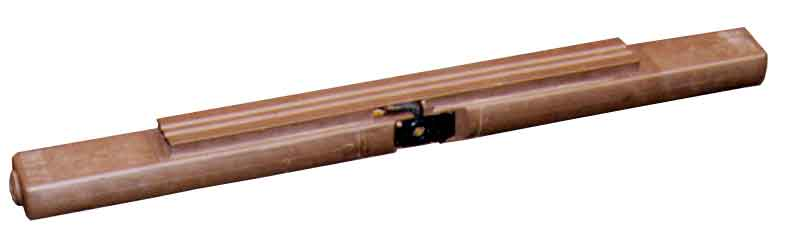
L9棒形地雷

冷戦時代にも地雷の開発は進み、イギリス軍は初の散布地雷No 7や超小型地雷No 6、棒状のL9棒形地雷を開発。米国はトリップワイヤー式地雷を複数開発した。また、より危険性の高いクレイモア地雷も開発された。飛行機による散布も研究され、その中でもグラヴェル地雷はベトナム戦争で3700万個以上生産されたが、設置場所は記録されず、戦後も残留して問題となった。カンボジアのクメール・ルージュは大規模に地雷を敷設し、後々まで問題となった。
1980年代から2020年までのイラク・イラン戦争、湾岸戦争、そしてISILとの戦いにより、イラクは現在、世界で最も地雷に汚染されている国となった。湾岸戦争では、米軍により計117,634個もの地雷が設置された。

### 化学地雷および核地雷
化学兵器や核兵器としての地雷も開発されてきた。第一次世界大戦では、ドイツ軍が「イペリット・マイン」と呼ばれるマスタードガス（インペリット）を使用した化学地雷を開発した。第二次世界大戦では、化学地雷Sprühbüchse 37（37型散布缶）を開発したが、使われることはなかった。米軍は1939年にマスタードガスを使用するM1化学兵器地雷を、1960年にVXガスを使用するM23化学兵器地雷を開発した。ソ連やフランスも化学地雷を持ち、イラクはクウェート侵攻前に持っていたとされる。1997年に化学兵器禁止条約が発効し、化学兵器の使用が禁止され、廃棄が義務づけられた。2019年4月末までに、申告された化学兵器の備蓄の97％が廃棄された。
冷戦時代の数十年間、米国は核地雷と呼ばれる原子爆破兵器を開発した。これは手作業で設置することができ、遠隔操作やタイマーで爆発させる携帯用核爆弾であった。そのうちのいくつかは、ヨーロッパに配備された。西ドイツ、トルコ、ギリシャの政府は、東側諸国からの攻撃に対する防御として、核地雷原を持つことを望んでいた。しかし、このような兵器は政治的、戦術的に実行不可能なため、1989年までに兵器は退役した。イギリスはドイツに埋める核地雷を開発するプロジェクト（コードネーム「ブルーピーコック」）を進めていたが、1958年に中止された。

## 埋火（うずめび）
地雷と同じコンセプトの火器（土中に埋め、踏むと起爆する兵器）は前近代の頃よりあり、日本でいえば忍者が用いた埋火（うずめび）がある。時代的に見て、対人・対戦車の分類はないが、騎兵にも有効と考えられる。ヒストリーチャンネル『古代からの発見S3』の番組内にて、『万川集海』（17世紀成立）の記述に基づいて実験が行われている。その記述によれば、道の下にトンネルを掘り、その道上に埋火を埋め、爆発と共に道を陥没させ、大名の暗殺に用いられたとしている。
「地雷」という語自体は、明代の中国兵書『武備志』（1621年）に記載された火の項の一つに「地雷火」の説明がある。この時代の日本の忍者が用いた地雷は「埋火」という名称である。
埋火の仕組みは、木製の箱に、導火線となる縄を、箱の内部、ふたの裏側に付けて点火しておき、人が踏んだ重みで直接火薬に着火させるというものであり、たとえ目標が踏まなくとも時限式で起爆し、確実に対象を殺傷した。縄の長さで起爆時間の調節も可能であり、したがって厳密には、「地雷」と「時限爆弾」の両方の性質をおびた兵器だった。デメリットとして、可動ふたが密閉構造ではなく、水の侵入が避けられなかったため、雨天時や沼地・水辺での使用は好まれなかった。

## 地雷汚染地域
世界には地雷が多く埋められている国々があり、それらは反政府勢力が関与している場合が多数である。一方でタイでは、自国ではなく隣国・カンボジアのポル・ポト政権が越境して地雷を埋めたケースが殆どである。
地雷汚染地域トップ5か国は以下である。
| 順位 | 国家                     | 地雷汚染地域 |
| ---- | ------------------------ | ------------ |
| 1位  | イラク                   | 1,207km2     |
| 2位  | ボスニア・ヘルツェゴビナ | 1,113km2     |
| 3位  | エチオピア               | 1,056km2     |
| 4位  | カンボジア               | 890km2       |
| 5位  | タイ                     | 360km2       |

## 題材とした作品
※発表年順
- 地雷原 A mine field. - 千葉真一主演による1992年の日本・タイ王国合作映画
- 地雷ではなく花をください - 1996年から出版されている絵本
- ノー・マンズ・ランド - 2001年公開の映画。無人地帯で意識を失っている間に地雷を仕掛けられたボスニア兵と、その周りの者達のドラマを描く。
- ZERO LANDMINE（ゼロ・ランドマイン） - 坂本龍一の呼びかけで結成されたユニット、N.M.L. (NO MORE LANDMINE) が2001年4月25日にリリースした曲。
- トラップ (原題：Piégé) - 地雷を踏んでその場から動けなくなった兵士の孤独な戦いを描いた2014年のフランス映画
- ヒトラーの忘れもの（原題：Under sandet） -  2015年のデンマーク・ドイツの映画
- ALONE/アローン (原題：Mine) - 2016年のイタリア・アメリカ・スペイン合作映画
- 顔のない敵 - 石持浅海の小説。光文社。ISBN 978-4-334-74527-1

## 単語としての「地雷」の他の用法
地雷という語は、「うっかり踏むと簡単に爆発する」「見えないが踏んではいけない」という連想から、色々な場面で「触れてはいけないもの」「禁忌」を表す喩えとして用いられる。同様に地雷原という語も、その場にいる以上遅かれ早かれそれらに触れる確率が高い状況を指す言葉として使われる。以下一例である。
- 就職や転職活動では、短期離職率が高いなど体質的な問題のある企業（ブラック企業・DQN企業も参照）のことを指して地雷と呼んだり、そのような企業が多い業種のことを地雷原と呼ぶ場合もある。
- 俗語で、恋愛相手にしてはいけないタイプの人を「地雷」と呼ぶ[32][33]。ファッションやメイクのスタイル「地雷系」はこれに由来する。
- サブマリン特許など見つかりにくい特許を「特許地雷」という。また、そのような特許が多く存在する、あるいは特許取得合戦となっている技術分野を特許地雷原と呼ぶことがある。

## その他
- 第二次世界大戦中の沖縄戦では、日本海軍の爆雷を地雷に改造して使用する例も見られた。こうした地雷の一部は不発弾化し、1974年には那覇市小禄で幼稚園児を含む4人が死亡する事故も生じさせた[34]。
- ホバークラフトを使用すれば地雷原を安全に通行することが出来る。ディスカバリーチャンネルで放送されていた怪しい伝説では実際にホバークラフトを用いて安全性を証明している。映画などの創作物でもそのようなアイデアか使用されることがある。

### 地雷除去
- マインスイーパ
- Minensuchgerät 42（ドイツ語版） - 「42年式地雷探知機材」を意味し、ドイツ中央軍集団がパルチザン掃討作戦の一環として、地雷除去作業を強制した人員に対する秘匿名。捕らえられたパルチザンやユダヤ人が整地ローラーや馬鍬を引きながら、無防備な状態で地雷原を進まされるというものだった。
- アキ・ラー
- 雨宮清
- コマツ - 対人地雷除去機D85MSを製造している。
- トミカ - 上記「コマツ対人地雷除去機D85MS」をラインナップ、コマツとともに利益の一部を地雷の多い地域に寄付している[35]。
- ヘイロー・トラスト（英語版）